# Iris senegalensis
Iris senegalensis es una especie de mantis de la familia Tarachodidae.

## Distribución geográfica
Se encuentra en Mauritania, Níger, Senegal y el Chad.